# Bisdom Rimini
Het bisdom Rimini (Latijn: Dioecesis Ariminensis; Italiaans: Diocesi di Rimini) is een in de Italiaanse provincie Rimini (regio Emilia-Romagna) gelegen rooms-katholiek bisdom met zetel in de stad Rimini. Het bisdom behoort tot de kerkprovincie Ravenna-Cervia, en is samen met de bisdommen Cesena-Sarsina, Forlì-Bertinoro en San Marino-Montefeltro suffragaan aan het aartsbisdom Ravenna-Cervia.

## Geschiedenis
Het bisdom Rimini werd opgericht in de 3e eeuw. In 359 vond hier het concilie van Rimini plaats. Dit concilie was bijeengeroepen door keizer Constantius II en had als doel de kerkelijke strijd rond het Arianisme te bespreken. Constantius was een arianist en de uitkomst van dit concilie werd gezien als een nederlaag voor de Trinitariërs. In 1604 werd Rimini suffragaan aan Ravenna.

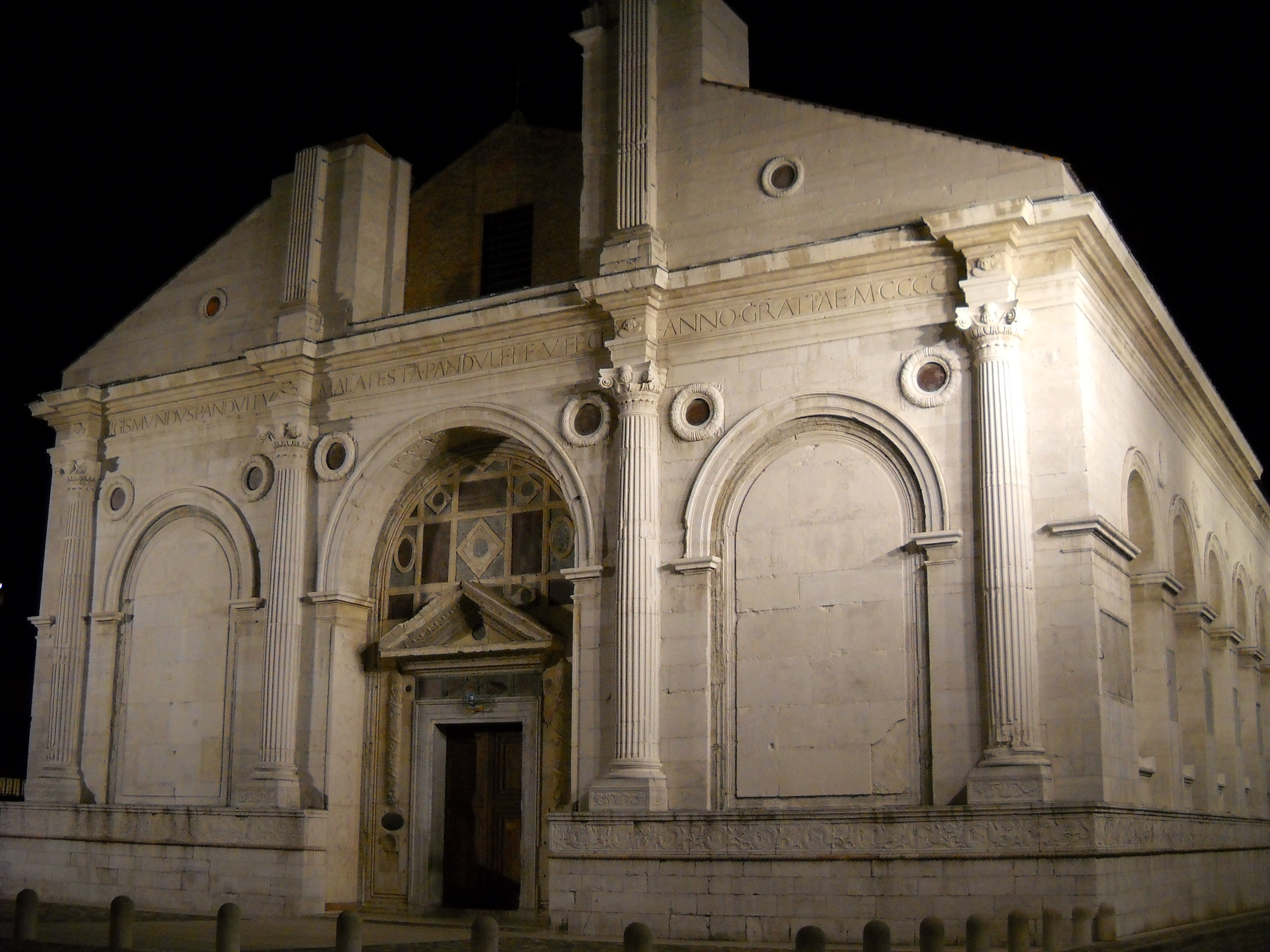
Kathedraal van Rimini